# Арьогала
Арьогала або Ейраґола (лит. Ariogala, пол. Ejragoła) — місто в центральній частині Литви.

## Положення і загальна характеристика

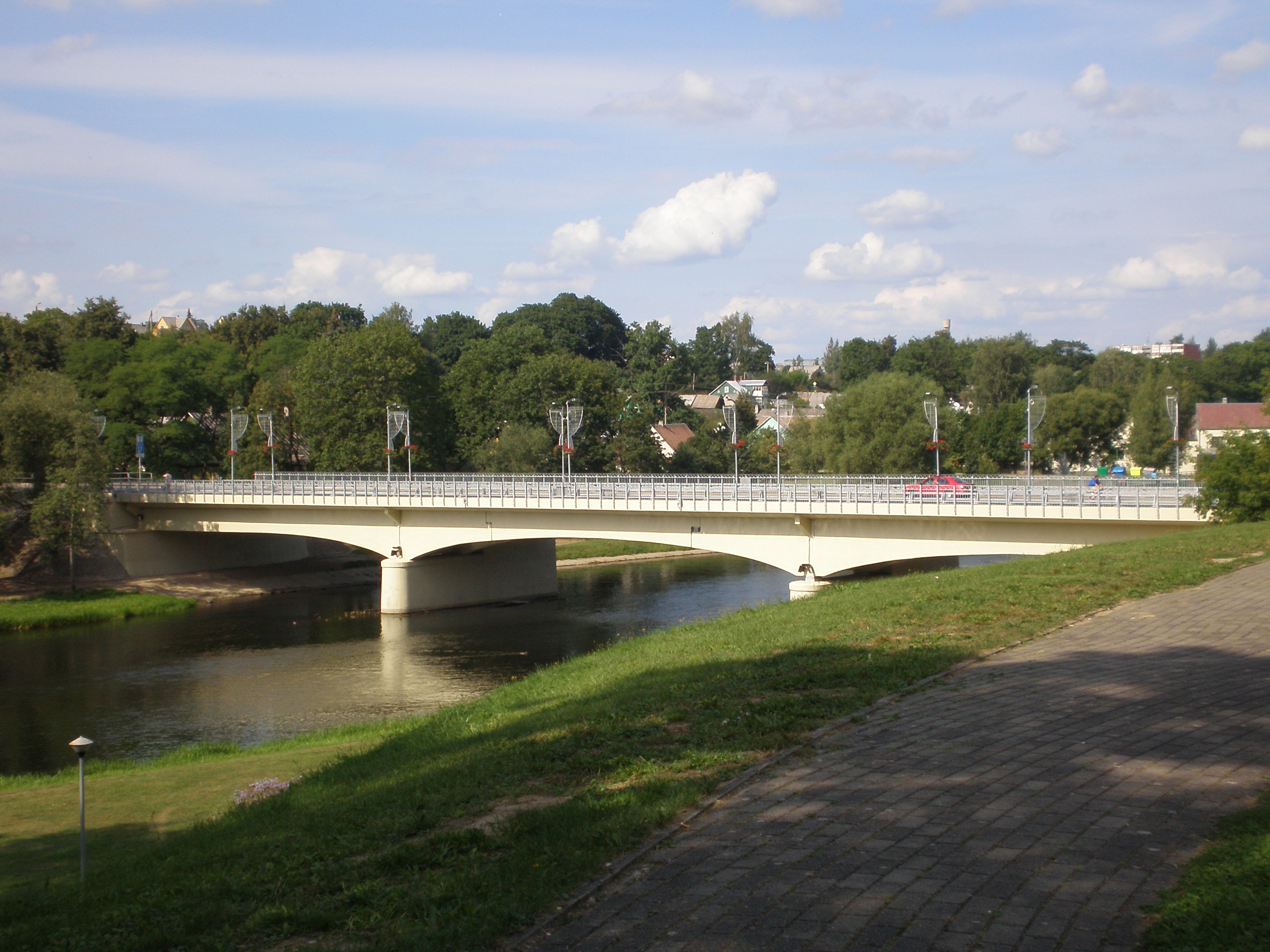
Міст над Швянтої

Розташоване по обох берегах річки Дубіси (лит. Dubysa, басейн Німана), за 31 км від міста Расейняй.

## Назва
Довгий час ім'я писалося двома способами: у німецькій мові з початком e (Eregalle, Erogel, Eragelen, Erogelen, Erogeln та ін., а також Aragel), а у слов'янській - з двомовним початком (Ойрякале, Ойракгола, Ейрагола та ін.). Сучасна назва офіційно вживається з 1925 року.

## Історія
Одне із найдавніших поселень Литви, засноване у 1252 або 1253 роках. 1792 року надано міські права. Проте вже 1795 року міські права відібрано. Повторно надано міські права лише 1956 року. Протягом 1950-1995 було центром району.

## Населення
| Динаміка населення з 1841 по 2020 |      |          |          |          |          |
| 1841                              | 1868 | 1897пер. | 1904     | 1923пер. | 1959пер. |
| 344                               | 1907 | 2376     | 2704     | 1197     | 2375     |
| 1970пер.                          | 1974 | 1979пер. | 1989пер. | 2001пер. | 2006     |
| 2919                              | 3100 | 3646     | 4033     | 3697     | 3320     |
| 2011пер.                          | 2020 | -        | -        | -        | -        |
| 3208                              | 2762 | -        | -        | -        | -        |
| Гістограма динаміки населення     |      |          |          |          |          |

## Відомі особистості
- Вальдемарас Сарапінас — дипломат, державний діяч, посол Литовської республіки в Україні